# Тенисон, Томас
Томас Тенисон (англ. Thomas Tenison; 29 сентября 1636 — 14 декабря 1715) — английский религиозный деятель, 81-й архиепископ Кентерберийский с 1694 года и до своей смерти. Во время своего архиепископства короновал двух британских монархов.

## Биография
Родился в Коттенхэме, Кембриджшир, начальное образование получил в бесплатной школе в Норвиче, поступив затем в Христианский колледж в Кембридже, обучаясь по стипендии имени Мэттью Паркера. Он окончил колледж в 1657 году; в течение короткого времени изучал медицину, но в 1659 году был рукоположён в частном порядке.
Последовательно возглавлял приходы: Святого Андрея в Кембридже, Сент-Питер Мэнкрофт в Норвиче, Святого Мартина в Полях в Лондоне. В 1680 году стал доктором богословия, в 1684 году основал публичную библиотеку в Лондоне. Был известен как последовательный и непримиримый противник католицизма.
В 1689 году был членом церковной комиссии по пересмотру литургии, в январе 1692 года был рукоположён епископом Линкольншира, а 16 мая 1695 года был интронизирован на кафедре архиепископа Кентерберийского.
Короновал королеву Анну и — за год до смерти — короля Георга I.